# Martin E. Mosely
Martin Ephraim Mosely, född den 6 augusti 1877 i Newcastle upon Tyne, död den 30 augusti 1948 i London, var en brittisk entomolog som var specialiserad på nattsländor. Mosely var även känd i flugfiskevärlden både som författare och fiskare.
Auktorsnamnet Mosely kan användas för Martin E. Mosely i samband med ett vetenskapligt namn inom zoologin; se Wikipedia-artiklar som länkar till auktorsnamnet.